# Dilatative Kardiomyopathie (Veterinärmedizin)
Die dilatativen Kardiomyopathien (kurz DKM oder DCM, von engl. dilated cardiomyopathy) kommen in der Veterinärmedizin insbesondere bei Hunden, Katzen und Rindern vor, wobei die Pathogenesen und/oder jeweiligen Erbgänge je nach Spezies verschieden sind. Es handelt sich dabei um eine Schädigung des Herzmuskels, bei der dessen Wanddicke und Kontraktionskraft abnimmt und das Herz gleichzeitig an Größe zunimmt (Dilatation). Dadurch vermindert sich die Leistungsfähigkeit des Herzens, was bei einem Fortschreiten der Erkrankung zum Tode führen kann.

## Hund
Dilatative Kardiomyopathien kommen bei mehreren Hunderassen vor, wobei sich Erbgang und Krankheitsverlauf zwischen den einzelnen Rassen unterscheiden können. Insbesondere betroffen sind:
- Dobermann
- Irish Wolfhound
- Deerhound
- Deutsche Dogge
- Neufundländer
- Boxer
- Irish Setter
- Barsoi
- Caó de Agua Portuguese

Bei obigen Rassen hat die DCM eine genetisch-erbliche Basis. Beim Amerikanischen Cocker Spaniel, selten auch beim English Cocker Spaniel, ist eine nicht erbliche dilatative Kardiomyopathie als Folge eines Mangels an L-Carnitin beschrieben.
Histopathologisch können beim Hund zwei Formen der erblichen DCM unterschieden werden: fibrös-fettige Infiltration, welche bei Dobermann und Boxer auftritt, und attenuated wavy fibres (dünne, wellenförmige Myofibrillen), welche bei den Riesenrassen auftritt. Es ist sehr wahrscheinlich, dass diesen beiden Typen der DCM unterschiedliche Pathogenesen zugrunde liegen.

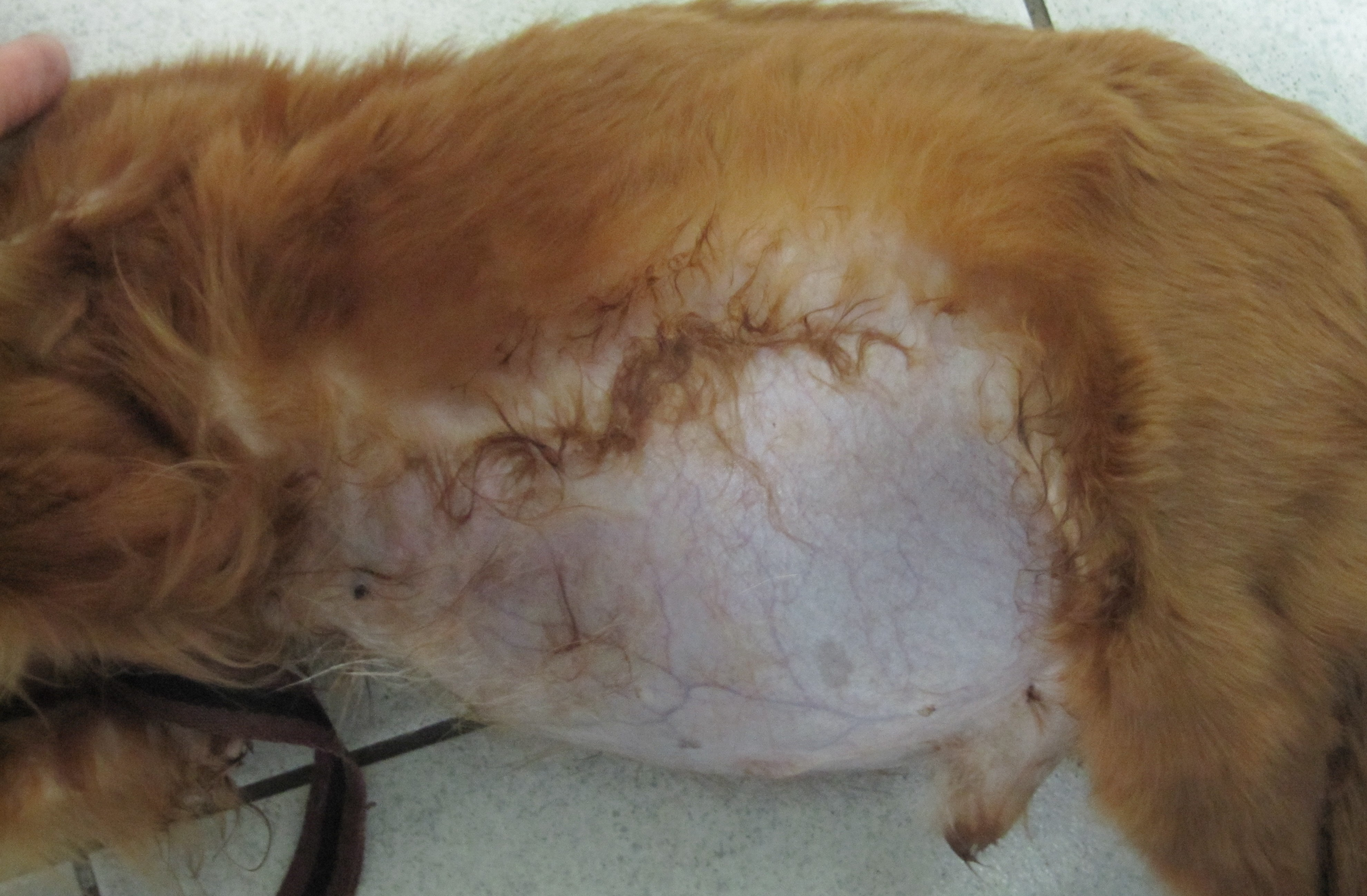
Aszites infolge Rechtsherzversagen bei einem King Charles Spaniel

Klinisch tritt die Erkrankung erst zutage, wenn die Kompensationsmechanismen des Herzens nicht mehr ausreichen, die Blutzirkulation aufrechtzuerhalten. Davor, in der okkulten Phase, sind lediglich Herzultraschall und vor allem bei der DCM des Dobermanns ventrikuläre Extrasystolen im Langzeit-EKG nachweisbar. Im weiteren Verlauf kommt es zu einer Herzvergrößerung, die röntgenologisch unter Nutzung des Vertebral Heart Score nachweisbar ist. Im klinischen Stadium treten entweder Lungenödem, Aszites oder Synkopen auf.
Zur Therapie werden vor allem Pimobendan und Furosemid, eventuell zusätzlich auch ACE-Hemmer und Spironolacton eingesetzt. Bei Vorhofflimmern finden Digoxin oder Diltiazem Anwendung, bei ventrikulären Tachyarrhythmien Lidocain, Mexiletin, Sotalol, Amiodaron oder Betablocker. Die Verabreichung von Omega-3-Fettsäuren kann bei einigen Formen der DCM positiv auf den Krankheitsverlauf wirken.

## Katze
Die dilatative Kardiomyopathie der Katze ist in den meisten Fällen nicht erblich, sondern eine Folge eines Taurinmangels. Sie wird seit der Einführung von kommerziell erhältlichem Katzenfutter nur noch sehr selten beobachtet und reagiert normalerweise gut auf die Gabe von Taurin.
Im Gegensatz dazu ist die hypertrophe Kardiomyopathie oft Teil einer rassebedingten oder familiären Veranlagung. Hypertrophien infolge einer Hyperthyreose oder einer Hypertonie werden zwar häufig ebenfalls als Kardiomyopathien bezeichnet, sind aber aufgrund ihres reaktiven Charakters nur Hypertrophien infolge einer Grunderkrankung.

## Rind
Eine erblich bedingte dilatative Kardiomyopathie ist bei der Rasse Red Holstein und ihren Kreuzungen beschrieben.